# Archibald Campbell Tait
Pour les articles homonymes, voir Campbell.
Cet article possède un paronyme, voir Archibald Campbell.
Archibald Campbell Tait (Édimbourg, 21 décembre 1811 – Addington, près de Croydon, 3 décembre 1882) est un ecclésiastique britannique d'origine écossaise, évêque de Londres en 1856 et archevêque de Cantorbéry en 1868.